# Ortobifastigio
En geometría, el ortobifastigio (o también ortobicúpula digonal), se forma pegando dos prismas triangulares por dos de sus caras cuadradas, pero sin rotarlos. Con caras regulares, tiene caras coplanarias, por lo que es un caso límite de un sólido de Johnson. De manera más general, el cuadrado puede ser un trapecio isósceles.
Topológicamente es un poliedro autodual, y también se le puede llamar octaedro elongado y octaedro autodual.
Estos poliedros se parecen al girobifastigio dual en que ambas formas tienen ocho vértices y ocho caras, y las caras forman un cinturón de cuatro cuadriláteros que separan dos pares de triángulos entre sí. Sin embargo, en el girobifastigio dual los dos pares de triángulos están rotados entre sí, mientras que en el ortobifastigio no lo están.

## Con caras regulares
El poliedro se puede construir con cuadrados y triángulos regulares como caras, pero entonces los triángulos serán coplanares.
| Caras regulares | Girobifastigio |